# غرانت توماس (سياسي)
غرانت توماس (بالإنجليزية: Grant Thomas)‏ هو سياسي نيوزيلندي، ولد في 1941. انتخب عضو مجلس النواب النيوزيلندي.